# Tomás Reñones
Pedro Tomás Reñones Crego (Compostela, 9 de agosto de 1960) é um ex-futebolista espanhol.

## Carreira
Tomás Reñones fez parte do elenco da Seleção Espanhola de Futebol da Copas do Mundo de 1986. Ele fez cinco presenças na Copa. Fez história no Atlético de Madrid onde foi o terceiro jogador que mais atuou, com 463 partidas.

## Títulos
Atletico de Madrid
- La Liga: 1995–96
- Copa del Rey: 1984–85, 1990–91, 1991–92, 1995–96
- Supercopa de España: 1985
- UEFA Cup Winners' Cup: Vice 1985–86